# Odžinci
Odžinci (szerbül: Оџинци), falu Bosznia-Hercegovinában, Bosanska krajina területén, Kozarska Dubica községben, a Szerb Köztársaságban. 

## Fekvése
Bosznia-Hercegovina északi részén, Banja Lukától légvonalban 49, közúton 83 km-re északnyugatra, községközpontjától légvonalban 7, közúton 9 km-re délre, a Tominac és Koritovec-patakok völgyei által körülölelt magaslaton, 175 - 225 méteres tengerszint feletti magasságban fekszik. 

## Népessége
| Nemzetiségi csoport | Népesség 1991 | Népesség 2013 |
| ------------------- | ------------- | ------------- |
| Szerb               | 110           | 75            |
| Bosnyák             | 0             | 0             |
| Horvát              | 0             | 0             |
| Jugoszláv           | 0             | 0             |
| Egyéb               | 0             | 0             |
| Összesen            | 110           | 75            |

## Története
A település 1878-ig tartozott az Oszmán Birodalomhoz, ekkor a berlini kongresszus határozata alapján az Osztrák-Magyar Monarchia része lett. A monarchia szétesésével 1918-ben előbb a Szerb-Horvát-Szlovén Királyság, majd 1929-től a Jugoszláv Királyság része. Jugoszlávia megszállása után a falu a Független Horvát Állam (NDH) része lett. 
1945-től a település a szocialista Jugoszlávia része volt. A Bosznia-Hercegovinában zajló polgárháború idején a település a Boszniai Szerb Köztársaság része volt. Jugoszlávia felbomlása és a bosznia-hercegovinai háború során a falu nem szenvedett jelentősebb veszteségeket. 1995. szeptember 18-án és 19-én az Una horvát hadművelet keretében Kozarska Dubica község területét megtámadta a Horvát Köztársaság hadserege (HV). Ezt a támadást a Boszniai Szerb Köztársaság hadserege (VRS) és a helyi lakosság visszaverte. A harcok nem értek el idáig. A daytoni békeszerződést követő területfelosztásnál a település, Kozarska Dubica község részeként a Szerb Köztársaság területéhez került.